# Нектанеб II
Нектанеб II — давньоєгипетський фараон з XXX династії.

## Життєпис

### Прихід до влади
Був родичем фараона Тахоса.
Вступив на престол у результаті повстання, підбуреного єгиптянами проти Тахоса. Невдовзі після захоплення влади у місті Мендес проти Нектанеба повстав новий узурпатор (джерела не називають його імені; можливо, він мав спадкові права від Мендеської династії) і проголосив себе фараоном. Він відрядив до воєначальника грецьких найманців Нектанеба Агесілая гінців, прагнучи залучити його на свій бік, утім Агесілай, остерігаючись стати зрадником, зберіг відданість Нектанебу.
В одному з міст Дельти узурпатор узяв в облогу війська Нектанеба й Агесілая. Проте Агесілай і Нектанеб зі своїми загонами напали на заколотників, які, перебуваючи на різних кінцях незавершеного рову, втратили свою чисельну перевагу й зазнали нищівної поразки. Посадивши, таким чином, фараона на трон, Агесілай поїхав, отримавши щедрі подарунки від вдячного фараона, але дорогою з Єгипту на батьківщину він помер.
Після цього Нектанеб повернувся до зручної для жерців політики та скасував реформу Тахоса. Одночасно з цим довелось відмовитись від ведення наступальної війни у Сирії.
Новий фараон прагнув задарити жерців. Лише на поховання мемфіського священного бика Апіса Нектанеб II на 2-му році свого царювання віддав понад 40 кг золота і понад 500 кг срібла, не враховуючи інших численних подарунків, у тому числі понад 400 голів рогатої худоби і понад 1000 голів птиці.

### Будівельна діяльність
Нектанеб II широко займався храмовим будівництвом. Рештки храмових споруд Нектанеба II були виявлені у різних частинах країни.
У столиці династії, місті Себенніт, було знайдено рештки храму зі сланцю, що був присвячений Онурісу-Шу. У Бубастісі фараон збудував величезну залу з кварциту, святилища з червоного й чорного граніту, а також статую з чорного сланцю з магічними текстами й фігурами богів. У Бахбіті, який, імовірно, був місцем народження царя, стояв величезний храм Ісіди. Колосальні блоки стель у Фарбеті вказують на розміри зруйнованого храму. На честь богині Баст у Більбейсі було зведено храм і святилище з чорного граніту, а на честь бога Тота — два обеліски у Геліополі. У Тель-Маскхуті була встановлена колона з синього вапняку зі сценами жертвопринесень Атону, один бік якої був оздоблений тонким шаром золота.

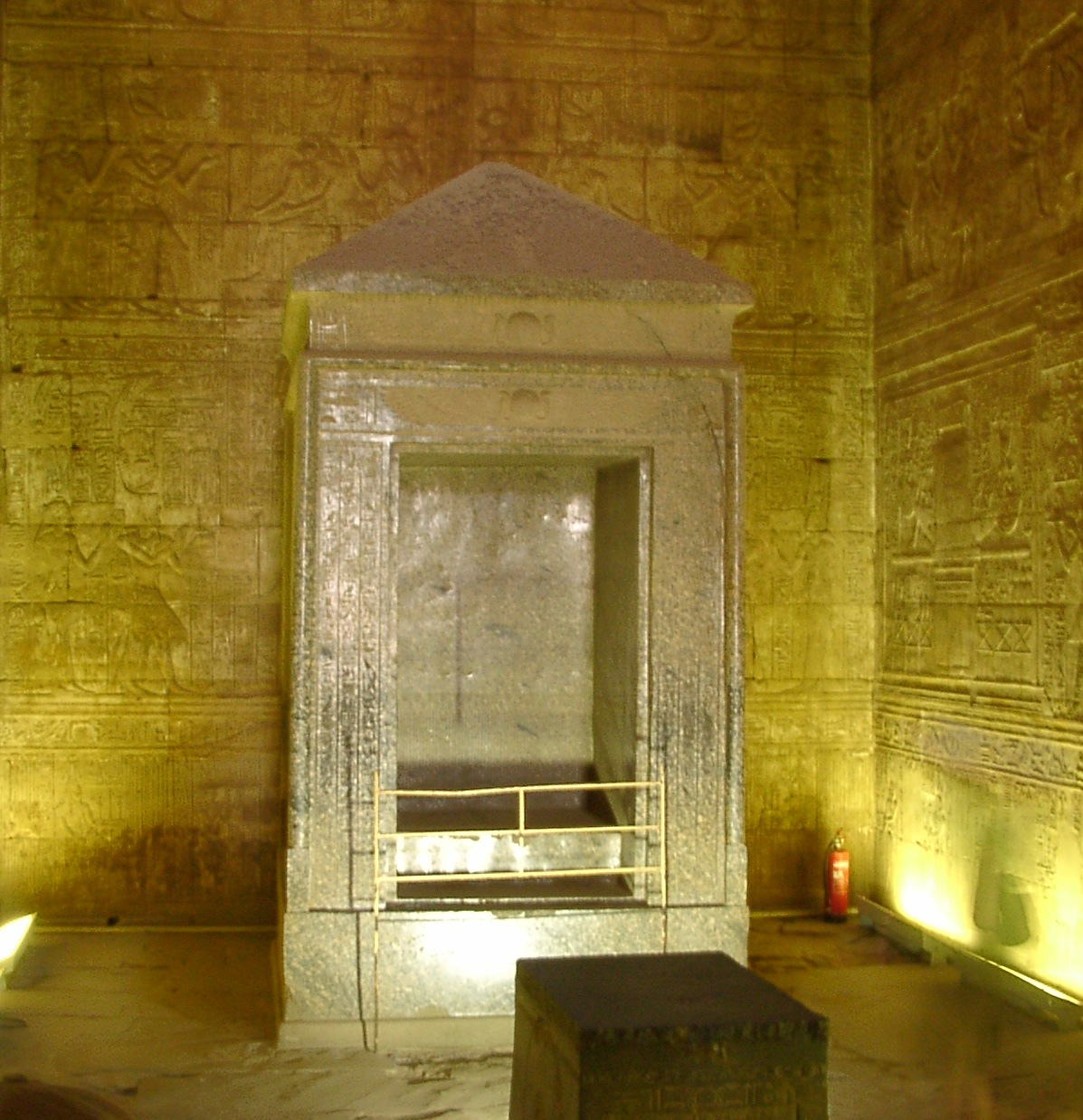
Наос Нектанеба II в Едфу

У стародавній столиці, Мемфісі фараон поставив два обеліски. У другий рік правління він збудував храм для живого Апіса. У Туні було збудовано святилище з рожевого граніту, у Міт-Рахіні — ще одне, в Ехнасії — храм з червоного граніту, у Коптосі — обеліск з коричневого граніту. В Абідосі збереглись статуї художнього рівня, що майже рівний з найкращими зразками доби скульпторів XVIII династії.

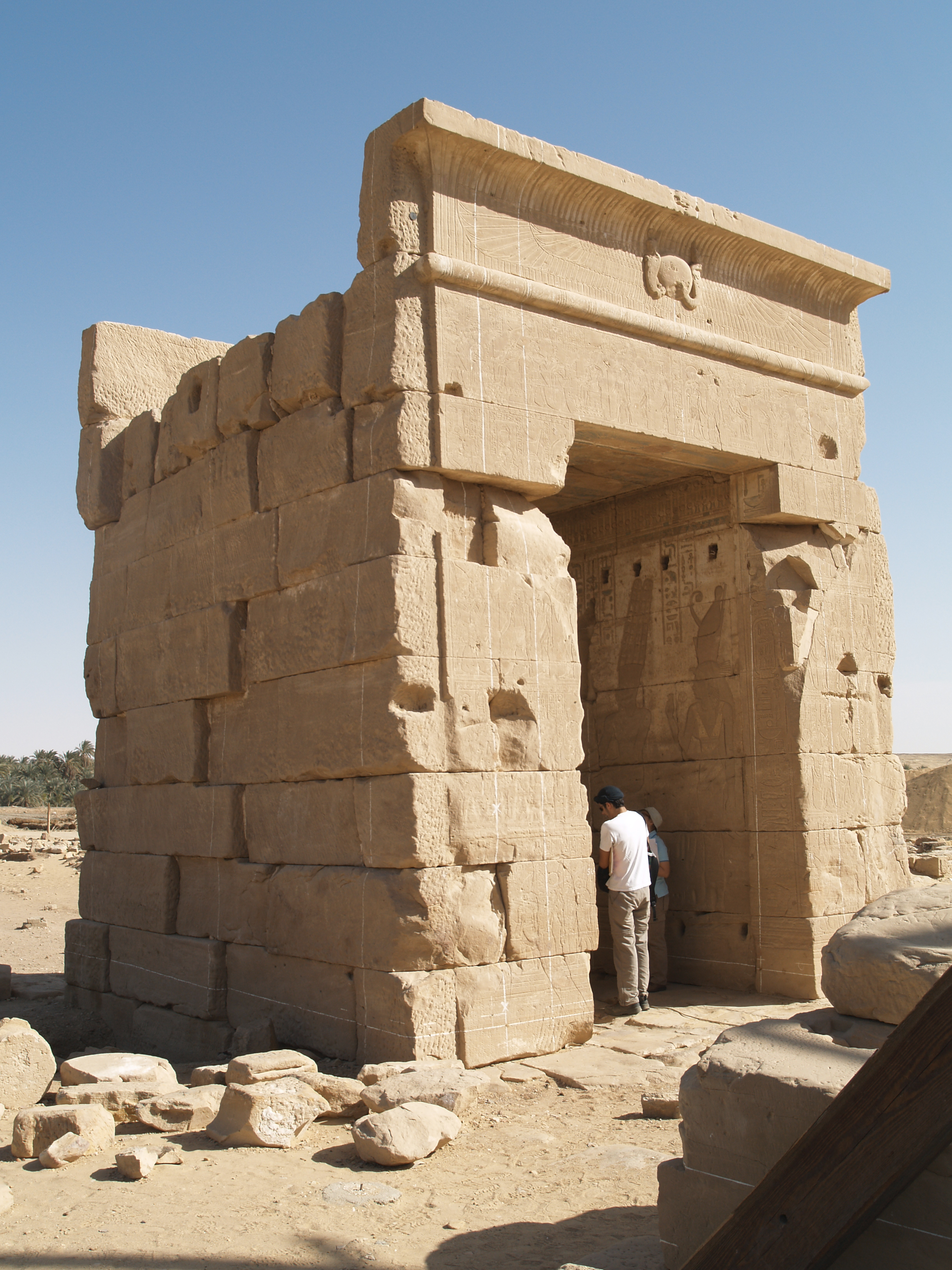
Вхід до храму Гібіса в оазі Харга

Будував Нектанеб II не тільки в долині Нілу, але й на просторах західної пустелі. У Великій оазі з'явився новий вхід з пілонами.
Єгипет часів Нектанеба, принаймні, виглядав квітучим, і було набагато краще, що податки йдуть на будівництво, а не до скарбниці далекого перського царя. Нектанеб II заслужив на саркофаг з зеленої брекчії, на якому зображено дванадцять частин Дуату й тридцять сім з сімдесяти втілень Ра, хоч йому й не судилось бути використаним як місце останнього притулку царя.
У Римі, в термах Діоклетіана були знайдені два великих леви з граніту з написом на честь Тота, що належать до часів правління Нектанеба II.

### Завоювання Єгипту
351 року до н. е. перси спробували підкорити Єгипет. Спочатку Артаксеркс III мав певні успіхи й він окупував Фінікію.
Тоді настала черга Єгипту, але завоювати його було не так просто. Нектанеб запросив талановитих грецьких полководців, афінянина Діофанта й спартанців Ламія та Гастрона з найманцями. За рік воєнних дій (351—350 до н. е.) Артаксерксу довелось відступити.
Успіхи Нектанеба мали значення у Фінікії й на Кіпрі, де спалахнули нові повстання проти персів. Очолили протиперську коаліцію Нектанеб і сідонський цар Теннес. 346 року до н. е. Нектанеб відрядив у розпорядження Сідона 4000 грецьких найманців під керівництвом Ментора з Родоса. Але у 345 — 344 роках до н. е. Артаксерксу III Оху вдалось придушити повстання у Фінікії, Юдеї й на Кіпрі. Ментор з найманцями перейшов на бік персів.
Наприкінці 344 року до н. е. Артаксеркс почав готувати нове вторгнення до Єгипту. Він відрядив посольства до найбільших міст Греції з пропозицією приєднатись до персів у поході проти єгиптян. Афіни та Спарта обіцяли зберігати з персами дружбу, але відмовились від союзу. Однак Фіви відрядили тисячу гоплітів під командуванням Лакрата, а жителі Аргоса — три тисячі солдат під командуванням Нікострата, а ще шість тисяч прибули з грецьких міст у Малій Азії, їх мав очолити зрадник Ментор Родоський.
Узимку 343 року до н. е., з величезною армією, що налічувала 300 тисяч піхоти, 30 тисяч вершників, 300 трієр і 500 вантажних і торгових суден, Артаксеркс вирушив до Єгипту. Єгипетська ж армія, що налічувала 60 тисяч єгиптян, 20 тисяч грецьких найманців і стільки ж лівійців, підсилена великим флотом, зустріла ворога біля сильно укріпленого прикордонного міста Пелусій.
Однак план єгипетських укріплень Пелусія персам видав Ментор. Перси відвели течію рову в інше місце та звели насипи, з яких обстрілювали місто з облогових машин. Утім єгиптяни швидко латали колодами дірки у стінах і відбивали всі атаки ворога. Оборона була міцною і, як таке було у минулому, мала стримати агресорів. Але все виявилось марним, оскільки командувачі грецьких найманців на боці єгиптян не змогли змусити царя погодитись із запропонованою ними тактикою. Замість того, щоб негайно атакувати противника, Нектанеб II вирішив зачекати на паводок на Нілі, впевнений у тому, що рівень води знову змусить ворога відступити від Дельти.
Але потім прийшла звістка, що перське військо на 80 кораблях зайшло єгиптянам у тил. Найманці спробували чинити опір, але були розбиті, втративши понад 5 000 бійців. Шлях на південь був відкритий, оскільки Нектанеб утік до Мемфіса. Перси почали захоплювати міста Дельти. Ментор зі своїм загоном заволодів Бубастісом та деякими іншими містами, й розпустив чутки, що ті, хто перейде на бік персів, збережуть життя, а міста, взяті силою, будуть зруйновані. Невдовзі всі грецькі найманці, які перебували на службі у фараона, перейшли на бік Артаксеркса. 342 року до н. е. перси захопили Мемфіс і весь Єгипет, а Нектанеб, зібравши свої скарби, втік до Нубії.
Місцеве населення все ще відмовлялось визнати Артаксеркса законним царем. Зі свого притулку в Ефіопії Нектанеб II продовжував контролювати Верхній Єгипет. У вісімнадцятий рік царювання (341 до н. е.) його все ще вважали царем в Едфу, де він подарував місцевому Гору землі, законність чого було пізніше визнано Птолемеями.